# Пустельний ботанічний сад
Пустельний ботанічний сад (англ. Desert Botanical Garden) — ботанічний сад у Фініксі, столиці штату Аризона (США).
Ботанічний сад площею 57 гектарів розташований у парку Папаго. 
 
Заснований 1937 року Аризонським товариством любителів кактусів і місцевої флори, створений на цьому місці 1939 року. У саду налічується більше 50 000 рослин 4 000 таксонів, третина з яких є місцевими, у тому числі 379 видів, які рідкісні та знаходяться під загрозою зникнення.
На особливу увагу заслуговують багаті колекції агави (4 026 рослин 248 таксонів) і кактусів (13 973 рослини 1320 таксонів), особливо рід Opuntia. Основна увага приділяється рослинам, адаптованим до умов пустелі, включаючи колекції австралійських рослин, рослин з мексиканського штату Баха-Каліфорнія та з Південної Америки. Рослини, які не пристосовані для місцевих умов, ростуть в тіньових будинках.

## Галерея

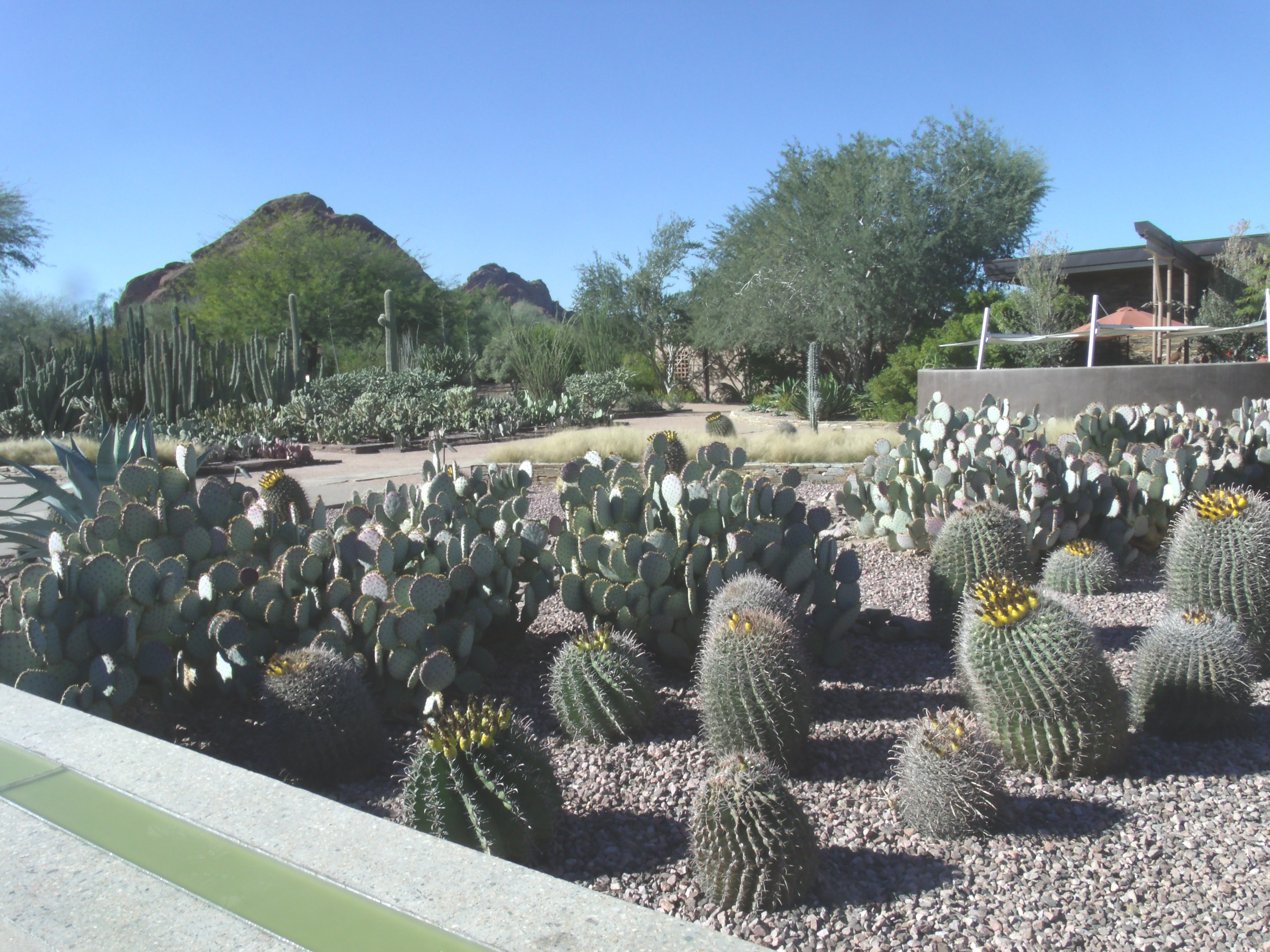
Сад кактусів
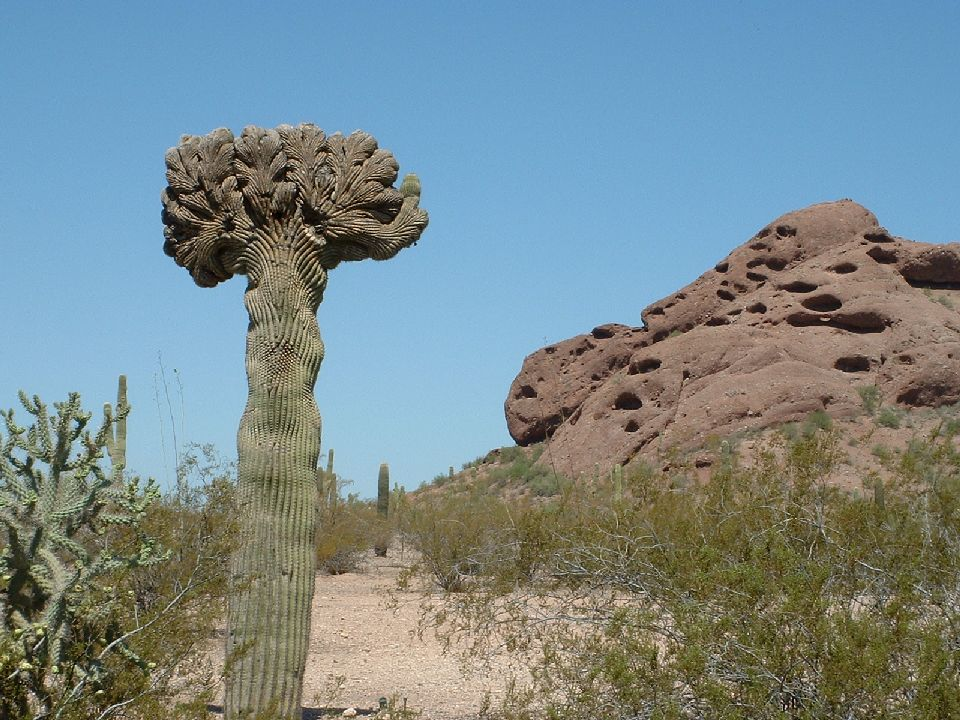
Рідкісна фасціація кактусів Carnegiea
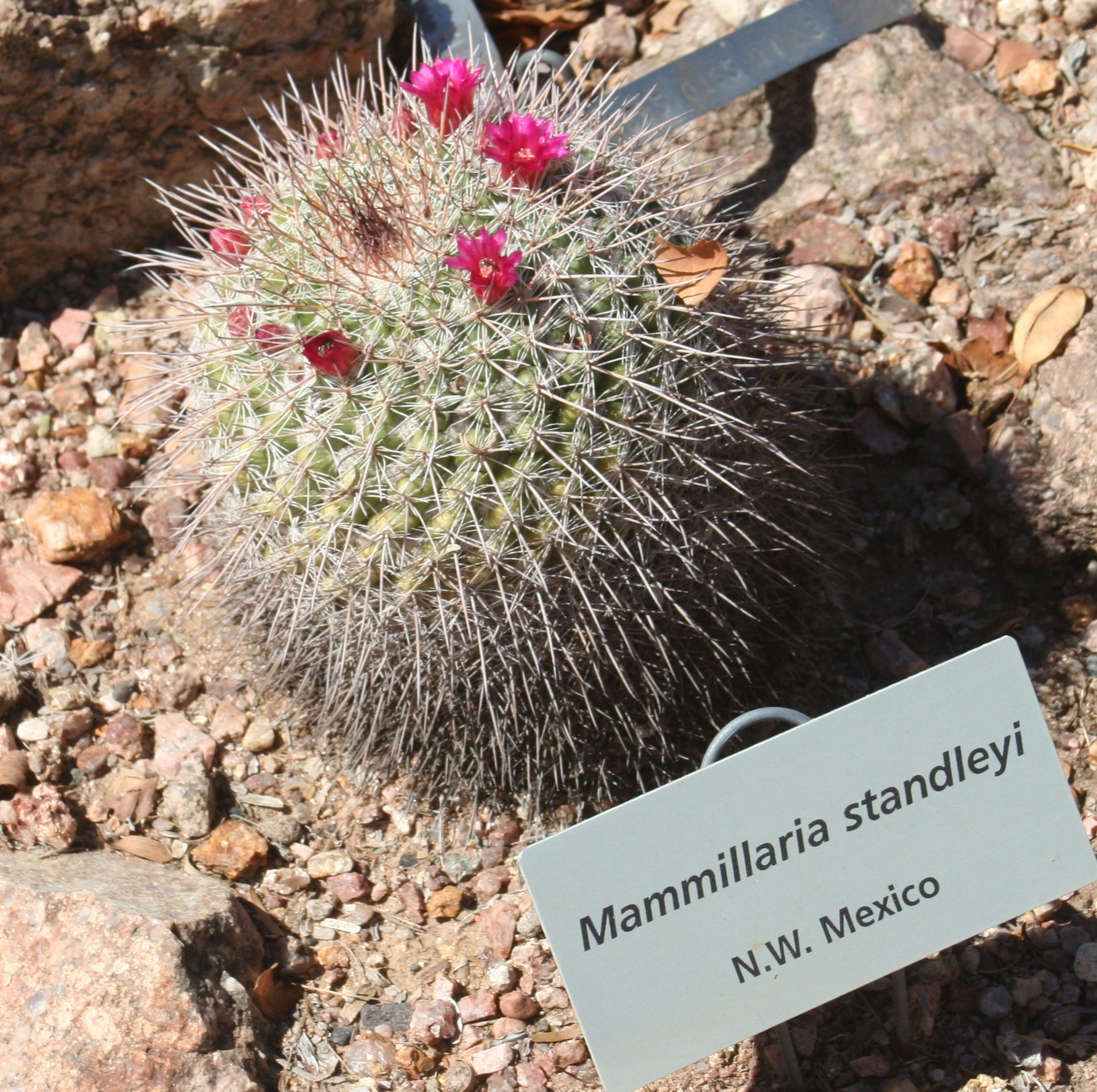
Mammillaria standleyi
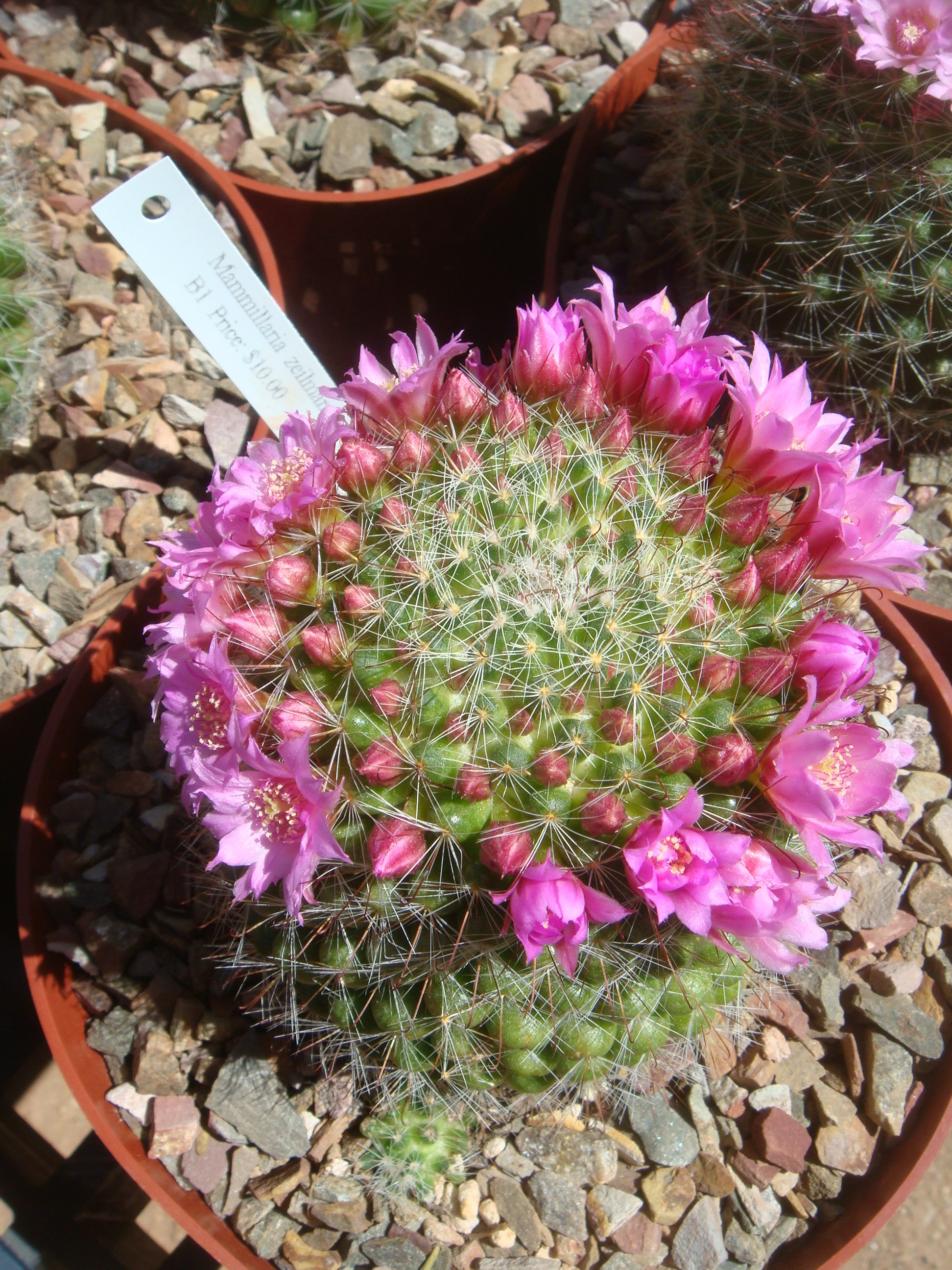
Mammillaria zeilmanniana
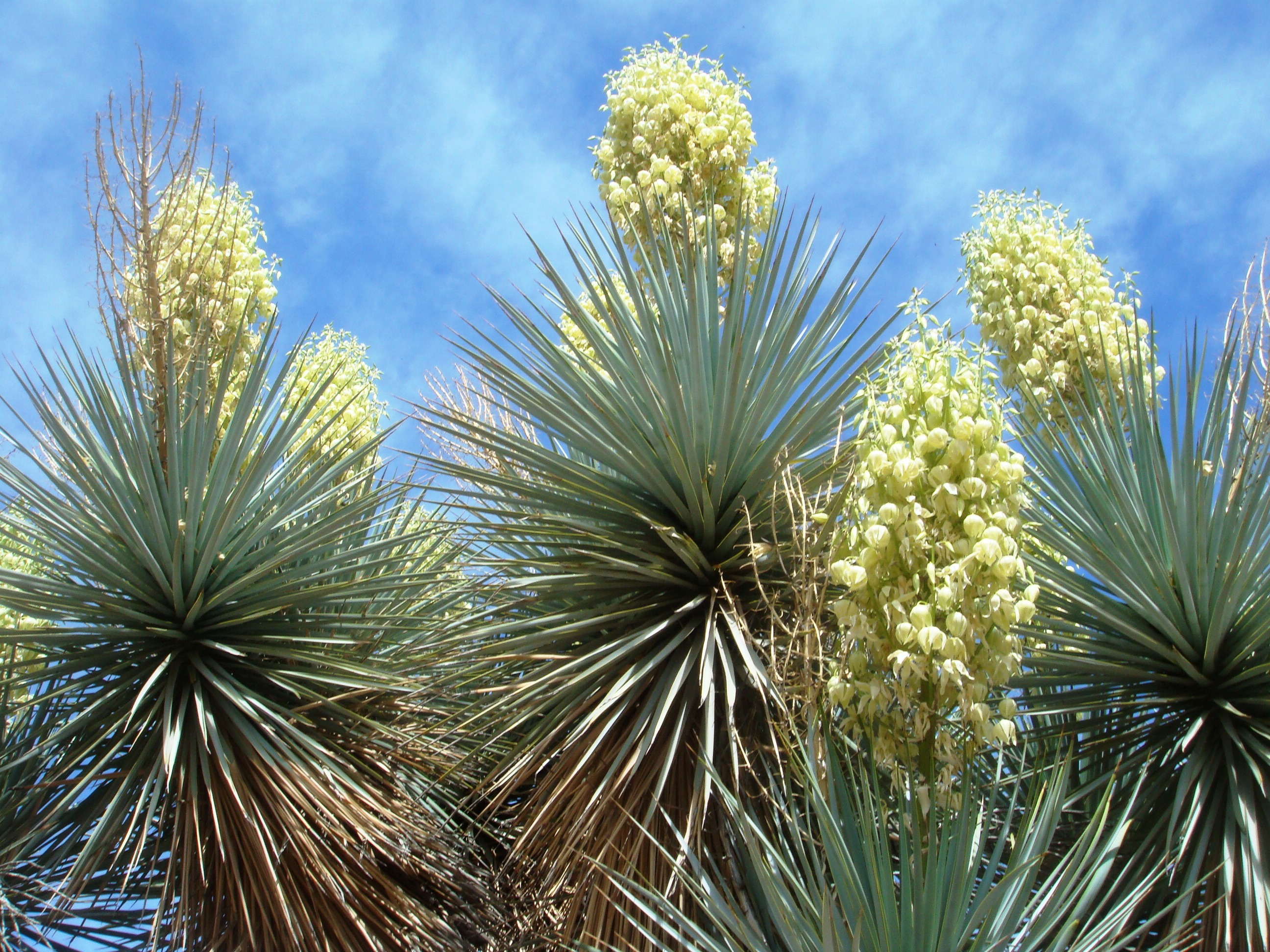
Yucca gloriosa
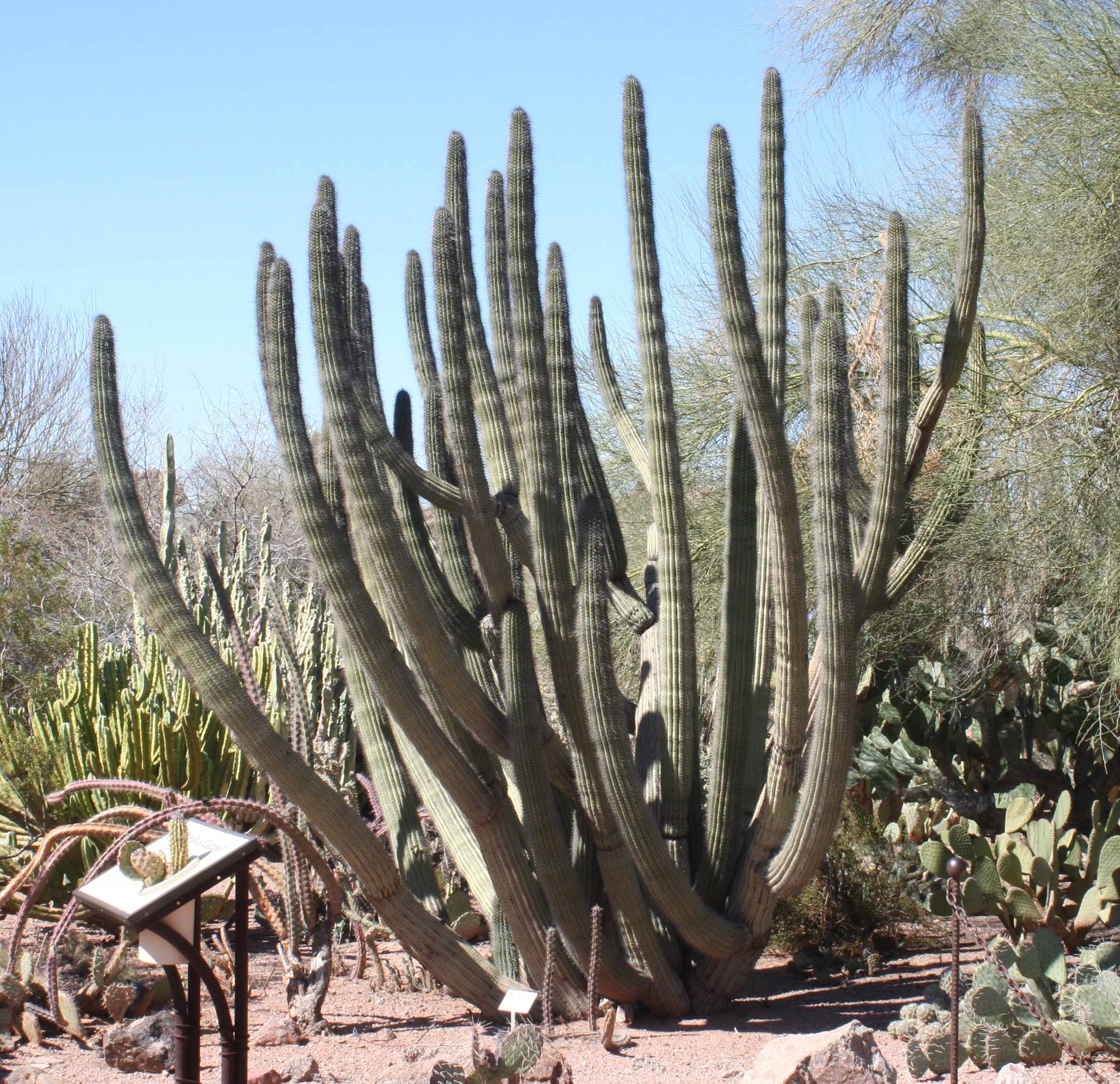
Stenocereus thurberi